# Vasine Laze
Vasine Laze (1857-től 1921-ig Laze, majd 1981-ig Laze Vasine) falu Horvátországban, Pozsega-Szlavónia megyében. Közigazgatásilag Pozsegához tartozik.

## Fekvése
Pozsegától légvonalban 5, közúton 7 km-re délkeletre, a Pozsegai-hegység északi lejtőin fekszik.

## Története
Laze település már a középkorban is létezett, 1481 „Poss. Laaz” néven az Orbovai, más néven Lőkös család birtokai között említik. A török uralom előtt katolikus horvát lakossága volt, akik a török hódítás elől elmenekültek. A török időkben pravoszláv szerbek települtek ide, de a betelepült 22 családból csak négynek az utódai élnek ma is itt. Zömmel a 18. század közepén telepedtek le a mai szerb lakosság ősei. 1702-ben és 1760-ban 25 ház állt a településen.
Az első katonai felmérés térképén „Dorf Laze” néven látható. Lipszky János 1808-ban Budán kiadott repertóriumában „Laze” néven szerepel. Nagy Lajos 1829-ben kiadott művében „Laze” néven 29 házzal, 223 ortodox vallású lakossal találjuk.
Laze településnek 1857-ben 187, 1910-ben 307 lakosa volt. 1910-ben a népszámlálás adatai szerint lakosságának 91%-a szerb, 4%-a horvát, 2%-a cseh, 1-1%-a német és magyar anyanyelvű volt. Pozsega vármegye Pozsegai járásának része volt. Az első világháború után 1918-ban az új szerb-horvát-szlovén állam, majd később (1929-ben) Jugoszlávia része lett. 1931-ben az addig egységes Laze települést három részre, Laze Ćosine, Laze Prnjavor és Vasine Laze településekre osztották fel. 1991-ben Vasine Laze lakosságának 85%-a szerb, 15%-a horvát nemzetiségű volt. A településnek 2011-ben 29 lakosa volt.

## Lakossága
| Lakosság változása | Lakosság változása | Lakosság változása | Lakosság változása | Lakosság változása | Lakosság változása | Lakosság változása | Lakosság változása | Lakosság változása | Lakosság változása | Lakosság változása | Lakosság változása | Lakosság változása | Lakosság változása | Lakosság változása | Lakosság változása |
| ------------------ | ------------------ | ------------------ | ------------------ | ------------------ | ------------------ | ------------------ | ------------------ | ------------------ | ------------------ | ------------------ | ------------------ | ------------------ | ------------------ | ------------------ | ------------------ |
| 1857               | 1869               | 1880               | 1890               | 1900               | 1910               | 1921               | 1931               | 1948               | 1953               | 1961               | 1971               | 1981               | 1991               | 2001               | 2011               |
| 0                  | 0                  | 0                  | 0                  | 0                  | 0                  | 0                  | 154                | 116                | 126                | 112                | 77                 | 56                 | 34                 | 24                 | 29                 |

(1921-ig lakosságát Laze településhez számították.)